# Lista över programvara för IP-telefoni
Detta är en lista över programvara för IP-telefoni:
| Namn                            | Protokoll              | Typ           | Operativsystem som stöds            | Webbplats                                                                                      |
| ------------------------------- | ---------------------- | ------------- | ----------------------------------- | ---------------------------------------------------------------------------------------------- |
| 3CX Phone system                | SIP                    | Kommersiell   | Microsoft Windows                   | http://www.3cx.se                                                                              |
| CounterPath eyeBeam             | SIP                    | Kommersiell   |                                     | https://web.archive.org/web/20081220090833/http://www.counterpath.com/eyebeam.html             |
| CounterPath X-Lite              | SIP                    |               |                                     | https://web.archive.org/web/20140819234038/http://www.counterpath.com/x-lite.html%26active%3D4 |
| ComunIP ClicVoz                 | SIP                    |               |                                     | https://web.archive.org/web/20081219132437/http://www.comunip.com/                             |
| Ekiga (före detta GnomeMeeting) | SIP, H.323             | Öppen källkod | Unixliknande, Microsoft Windows     | https://web.archive.org/web/20081217040659/http://ekiga.org/index.php?rub=1                    |
| Express Talk                    |                        |               | Mac OS, Microsoft Windows           | http://www.nch.com.au/talk/be.html                                                             |
| Gizmo5                          | SIP, Jabber, XMPP      |               |                                     | https://web.archive.org/web/20090102002832/http://gizmo5.com/pc/                               |
| Google Talk                     | eget protokoll, Jabber |               | Microsoft Windows                   | http://www.google.com/talk/                                                                    |
| GoSIP                           | SIP                    |               |                                     | https://web.archive.org/web/20090113184418/http://www.go-sip.com/dl.php?lang=en                |
| KPhone                          | SIP                    | Öppen källkod | Linux                               | http://sourceforge.net/projects/kphone                                                         |
| Linphone                        | SIP                    | Öppen källkod | Microsoft Windows, Linux            | https://web.archive.org/web/20090105163638/http://www.linphone.org./index.php/eng              |
| Lotus Sametime                  |                        |               |                                     | http://www-01.ibm.com/software/lotus/sametime/                                                 |
| Minisip                         | SIP                    |               |                                     | https://web.archive.org/web/20081224051249/http://www.minisip.org/                             |
| Skype                           | eget protokoll         | Freeware      | Multiplattform                      | http://www.skype.com/intl/sv/                                                                  |
| Twinkle                         | SIP                    | Öppen källkod | Linux                               | https://web.archive.org/web/20060711200144/http://www.twinklephone.com/                        |
| WengoPhone                      | SIP                    |               | Linux, Macintosh, Microsoft Windows | http://www.wengophone.com/index.php                                                            |
| Windows Live Messenger          | eget protokoll (MSNP)  |               | Microsoft Windows                   | http://download.live.com/messenger                                                             |
| Zoiper (före detta IDEFisk)     |                        |               |                                     | http://www.zoiper.com/                                                                         |